# Вермес, Питер
Пи́тер Джо́зеф Верме́с (англ. Peter Joseph Vermes); род. 21 ноября 1966, Уиллингборо, Нью-Джерси, США) — американский футболист и футбольный тренер. Известен по выступлениям за сборную США. Участник чемпионата мира 1990 и Олимпийских игр 1988.

## Клубная карьера
Вермес начал свою карьеру выступая за футбольные команды Университета Лойолы в Мэриленде и Рагтерского университета, где он проходил обучение. После окончания учебного заведения Питер уехал в Европу, где на протяжении двух лет выступал за венгерский «Дьёр» и нидерландский «Волендам». В 1991 году он вернулся в США, где непродолжительное время выступал за «Тампа-Бэй Раудис», а затем уехал в Испанию в клуб Сегунды «Фигерас».
С образованием MLS в 1996 году, Вермес, как и многие американские футболисты вернулся в США. Его новым клубом стал «МетроСтарз». По окончании сезона Питер перешёл в «Колорадо Рэпидз», где он за два года провёл почти сто встреч. В 2000 году Вермес перешёл в «Канзас-Сити Уизардз». В том же году он помог команде завоевать Кубок MLS, а также был признан лучшим защитником сезона. В 2002 году Питер завершил карьеру футболиста. В 2009 году он занял пост главного тренера в «Спортинг Канзас-Сити».

## Международная карьера
14 мая 1988 года в товарищеском матче против сборной Колумбии Вермес дебютировал за сборную США. В 1988 году он в составе национальной команды принял участие в Олимпийских играх в Сеуле. На турнире Питер сыграл в матчах против сборных Аргентины и СССР.
В 1990 году Вермес принял участие в чемпионате мира в Италии. На турнире он принял участие во всех трёх матчах против сборных Австрии, Италии и Чехословакии. В 1991 году Питер в составе национальной команды стал обладателем Золотого кубка КОНКАКАФ. Он сыграл в поединках против Коста-Рики, Гватемалы, Тринидада и Тобаго, Гондураса и Мексики. В следующем году Вермес занял третье место на Кубке короля Фахда. В 1993 году Питер во второй раз принял участие в розыгрыше Золотого кубка, но на этот раз довольствовался только серебряными медалями. В том же году он также ездил со сборной на Кубок Америки в Эквадоре.

## Достижения
Командные
 «Канзас-Сити Уизардз»
- Чемпион MLS — 2000

Международные
 США
- Чемпионат наций КОНКАКАФ — 1989
- Золотой кубок КОНКАКАФ — 1991
- Золотой кубок КОНКАКАФ — 1993
- Кубок конфедераций — 1992

Личные
- Футболист года в США: 1988